# 천일의 앤
천일의 앤(Anne of the Thousand Days)은 1969년 개봉된 역사 영화이다. 16세기 영국 국왕 헨리 8세의 왕비 앤 볼린의 이야기를 다룬 영화이다. 각본은 맥스웰 앤더슨의 1948년 연극을 브리짓 볼랜드, 존 헤일, 리처드 스코로브가 각색을 했다. 원작 앤더슨의 무운시 양식은 런던탑의 앤 독백 같은 곳애 흔적이 남아 있다.
이 영화에서 리처드 버튼을 헨리 8세로, 앤 불린의 역에는 주느비에브 뷔조를 캐스팅했다. 이레네 파파스는 아라곤의 캐서린 역을 맡았으며, 그 외에도 앤서니 퀘일과 존 콜리코스, 마이클 호던, 캐서린 블레이크 등이 배역을 맡았다. 엘리자베스 테일러는 이 영화에 단역으로 나온다.
《뉴욕타임즈》를 제외하고는 부정적인 비평을 많이 받았음에도 불구하고, 아카데미 10개 부문 후보로 지명되었으며, 최고의상상을 수상했다. 《타임》은 첫 영어권 작품으로 주느비에브 뷔조의 앤 배역 연기에 대한 찬사를 보냈지만, 그 영화 자체는 날카롭게 비판을 받았다. 인사이드 오스카가 폭로한 아카데미상에 의하면, 유니버설 스튜디오는 비싼 광고 전략을 준비했는데, 각 시사회마다 샴페인과 필레미뇽(소고기 살)을 놓는 것이었다.

## 배역
- 헨리 8세 - 리처드 버튼
- 앤 볼린 - 준비에브 뷔졸드
- 아라곤의 캐서린 - 이레네 파파스
- 울지 추기경 - 앤서니 퀘일
- 토마스 크롬웰 - 존 콜리코스
- 토마스 볼린 (앤의 아버지) - 마이클 호던
- 엘리자베스 볼린 (앤의 어머니) - 캐서린 블레이크
- 제인 시모어 - 레즐리 피터슨

궁정의 군중 장면에 엘리자베스 테일러는 단역으로 잠깐 출연하였다.

## 같이 보기
- 앤 볼린